# Blagoj Georgiev
Blagoj Žorev Georgiev (in bulgaro Благой Жорев Георгиев?; Sofia, 21 dicembre 1981) è un ex calciatore bulgaro, di ruolo centrocampista.

## Biografia
Nel 2015 viene denunciato dalle autorità italiane per aver inciso le proprie iniziali sul Colosseo di Roma con una moneta.

## Carriera

### Club
Durante la sua carriera ha giocato con varie squadre di club, tra cui il Terek Groznyj, in cui ha militato dal 2009 al 2013. Dopo una parentesi all'Amkar Perm', dal 2014 al 2016 ha giocato nel Futbol'nyj Klub Rubin Kazan'.

### Nazionale
Conta numerose presenze con la Nazionale bulgara.

## Palmarès

### Club

#### Competizioni nazionali
- Campionato serbo: 1

Stella Rossa: 2006-2007
- Coppa di Serbia: 1

Stella Rossa: 2006-2007
- Pervenstvo Futbol'noj Nacional'noj Ligi: 1

Orenburg: 2017-2018